# Directive 2003/4/CE concernant l'accès du public à l'information en matière d'environnement
Lire en ligne

http://eur-lex.europa.eu/smartapi/cgi/sga_doc?smartapi!celexplus!prod!DocNumber&lg=fr&type_doc=Directive&an_doc=2003&nu_doc=4

La directive 2003/4/CE concernant l'accès du public à l'information en matière d'environnement fixe les règles permettant d'assurer la liberté d'accès à l'information en matière d'environnement détenue par les autorités publiques, ainsi que sa diffusion. Elle fixe également les conditions de base et les modalités pratiques par lesquelles cette information doit être rendue accessible.
Cette directive est l'application des principes définis dans la Convention d'Aarhus en 1998.
En France, le portail toutsurlenvironnement.fr permet la mise en application de cette directive dans le cadre du Grenelle de l'environnement.
Une circulaire du 11 mai 2020 explicite le droit d'accès aux informations environnementales dérivé de la directive en France.
La France a été mise en demeure par la Commission européenne pour mauvaise application de la directive, en raison des délais de production d'avis excessifs de la Commission d'accès aux documents administratifs en mai 2020.